# Breckenridge (Texas)
Breckenridge és una població dels Estats Units a l'estat de Texas. Segons el cens del 2000 tenia 5.868 habitants.

## Demografia
Segons el cens del 2000, Breckenridge tenia 5.868 habitants, 2.274 habitatges, i 1.546 famílies. La densitat de població era de 545,9 habitants/km².
Dels 2.274 habitatges en un 36,5% hi vivien nens de menys de 18 anys, en un 51,1% hi vivien parelles casades, en un 12,6% dones solteres, i en un 32% no eren unitats familiars. En el 29,2% dels habitatges hi vivien persones soles el 14,8% de les quals corresponia a persones de 65 anys o més que vivien soles. El nombre mitjà de persones vivint en cada habitatge era de 2,55 i el nombre mitjà de persones que vivien en cada família era de 3,16.
Per edats la població es repartia de la següent manera: un 30,2% tenia menys de 18 anys, un 8,5% entre 18 i 24, un 26% entre 25 i 44, un 20% de 45 a 60 i un 15,3% 65 anys o més.
L'edat mediana era de 34 anys. Per cada 100 dones de 18 o més anys hi havia 84,3 homes.
La renda mediana per habitatge era de 28.697 $ i la renda mediana per família de 35.164 $. Els homes tenien una renda mediana de 25.923 $ mentre que les dones 20.467 $. La renda per capita de la població era de 14.014 $. Aproximadament el 16,9% de les famílies i el 19,3% de la població estaven per davall del llindar de pobresa.

## Poblacions més properes
El següent diagrama mostra les poblacions més properes.